# 메이즈 러너: 스코치 트라이얼
《메이즈 러너: 스코치 트라이얼》(영어: The Maze Runner: Scorch Trials)은 2015년 공개된 미국의 영화로, 2014년 영화 《메이즈 러너》의 속편이다. 제임스 대시너의 소설 《스코치 트라이얼》을 원작으로 한다. 감독은 전작에 이어 웨스 볼이 계속 담당하며 딜런 오브라이언, 카야 스코델라리오 등이 계속 출연한다.

## 줄거리
미로를 탈출한 토마스(딜런 오브라이언)와 러너들은 자신들이 겪었던 위험한 실험에 미스터리한 조직 ‘위키드’가 관여된 것을 알게 되고, 그들의 정체를 밝혀 왜 이런 일들이 일어나고 있는지를 알아내기 위해 또 다시 탈출을 시도한다.
한 순간도 예측할 수 없는 위험들이 도사리고 있는 ‘스코치’에 도착한 러너들은 ‘위키드’에 대항하기 위해 결성된 저항 단체를 만나 그들과 함께 거대 조직에 맞설 준비를 한다.
하지만 ‘위키드’에 접근할수록 위험천만한 일들이 벌어지고, 조직이 비밀리에 준비 중인 또 다른 충격적인 계획을 알게 된다.

## 출연
- 딜런 오브라이언 - 토머스 역
- 이기홍 - 민호 역
- 토머스 브로디생스터 - 뉴트 역
- 카야 스코델라리오 - 트리사 역
- 로자 살라사르 - 브렌다 역
- 제이콥 로플랜드 - 에어리스 역
- 지안카를로 에스포지토 - 호르헤 역
- 에이단 길렌 - 잰슨 역
- 덱스터 다든 - 프라이팬 역
- 알렉산더 플로리스 - 윈스턴 역
- 배리 페퍼 - 빈스 역
- 릴리 테일러 - 메리 역
- 앨런 튜딕 - 마커스 역
- 퍼트리샤 클라크슨 - 에이바 페이지 역
- 나탈리 엠마뉴엘 - 해리엇 역
- 캐서린 맥나마라 - 소냐 역